# فرودگاه وارن–شوگربش
فرودگاه وارن-شوگربش  (به انگلیسی: Warren-Sugarbush Airport)  یک فرودگاه همگانی باربری  است که یک باند فرود آسفالت دارد و طول باند آن ۷۸۵ متر است. این فرودگاه در  کشور ایالات متحده آمریکا قرار دارد و در ارتفاع ۴۴۸ متری از سطح دریا واقع شده است.